# Afrika országainak címerei

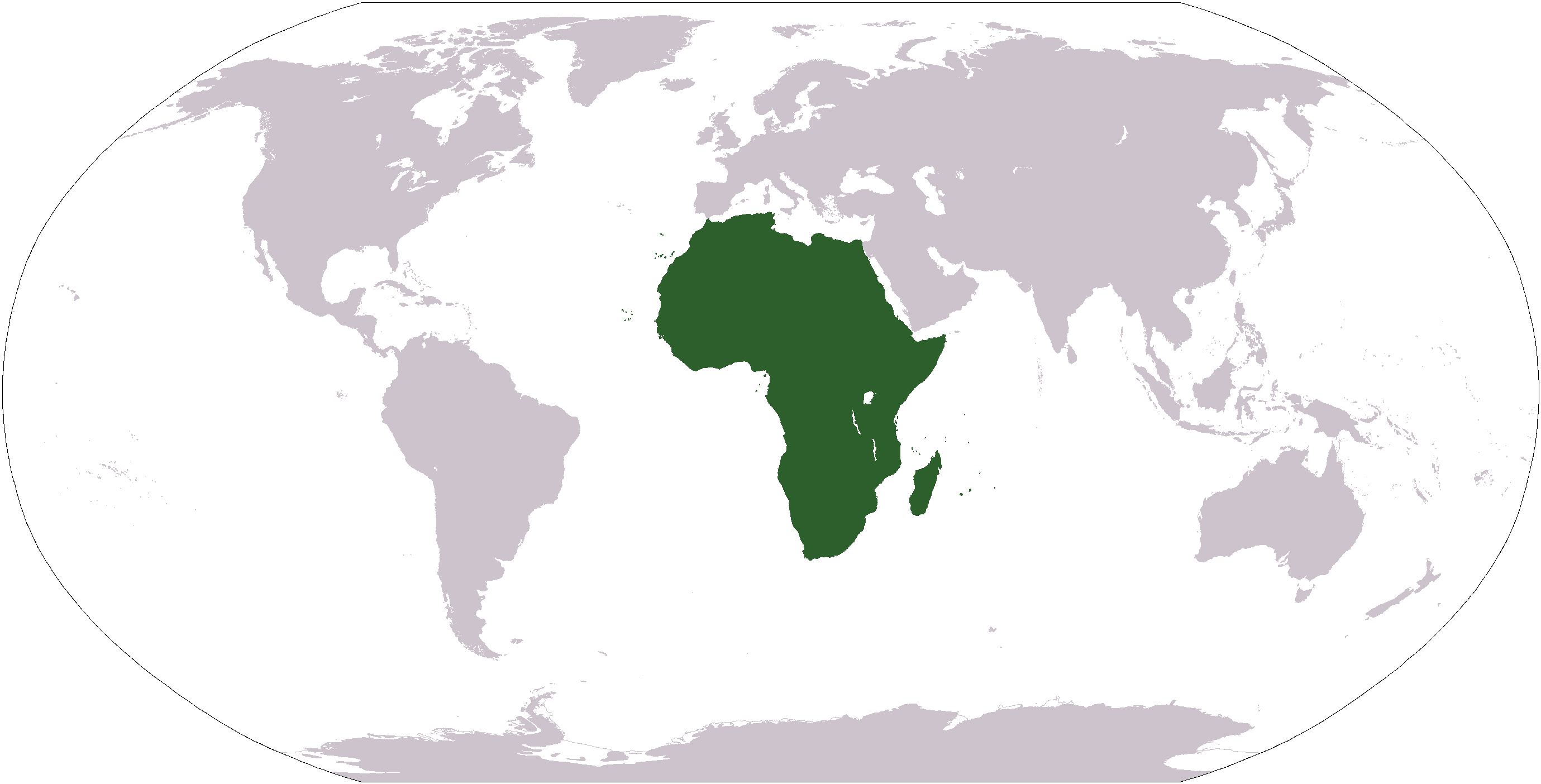

Az alábbi lista Afrika országainak a címereit tartalmazza.

## Nemzetközileg elismert, önálló országok
| Ország                          | Címer | Címeres szócikk                          |
| ------------------------------- | ----- | ---------------------------------------- |
| Algéria                         |       | Algéria címere                           |
| Angola                          |       | Angola címere                            |
| Benin                           |       | Benin címere                             |
| Bissau-Guinea                   |       | Bissau-Guinea címere                     |
| Botswana                        |       | Botswana címere                          |
| Burkina Faso                    |       | Burkina Faso címere                      |
| Burundi                         |       | Burundi címere                           |
| Comore-szigetek                 |       | Comore-szigetek címere                   |
| Csád                            |       | Csád címere                              |
| Dél-afrikai Köztársaság         |       | A Dél-afrikai Köztársaság címere         |
| Dél-Szudán                      |       | Dél-Szudán címere                        |
| Dzsibuti                        |       | Dzsibuti címere                          |
| Egyenlítői-Guinea               |       | Egyenlítői-Guinea címere                 |
| Egyiptom                        |       | Egyiptom címere                          |
| Elefántcsontpart                |       | Elefántcsontpart címere                  |
| Eritrea                         |       | Eritrea címere                           |
| Etiópia                         |       | Etiópia címere                           |
| Gabon                           |       | Gabon címere                             |
| Gambia                          |       | Gambia címere                            |
| Ghána                           |       | Ghána címere                             |
| Guinea                          |       | Guinea címere                            |
| Kamerun                         |       | Kamerun címere                           |
| Kenya                           |       | Kenya címere                             |
| Kongói Köztársaság              |       | A Kongói Köztársaság címere              |
| Kongói Demokratikus Köztársaság |       | A Kongói Demokratikus Köztársaság címere |
| Közép-afrikai Köztársaság       |       | A Közép-afrikai Köztársaság címere       |
| Lesotho                         |       | Lesotho címere                           |
| Libéria                         |       | Libéria címere                           |
| Líbia                           |       | Líbia címere                             |
| Madagaszkár                     |       | Madagaszkár címere                       |
| Malawi                          |       | Malawi címere                            |
| Mali                            |       | Mali címere                              |
| Marokkó                         |       | Marokkó címere                           |
| Mauritánia                      |       | Mauritánia címere                        |
| Mauritius                       |       | Mauritius címere                         |
| Mozambik                        |       | Mozambik címere                          |
| Namíbia                         |       | Namíbia címere                           |
| Niger                           |       | Niger címere                             |
| Nigéria                         |       | Nigéria címere                           |
| Ruanda                          |       | Ruanda címere                            |
| São Tomé és Príncipe            |       | São Tomé és Príncipe címere              |
| Seychelle-szigetek              |       | A Seychelle-szigetek címere              |
| Sierra Leone                    |       | Sierra Leone címere                      |
| Szenegál                        |       | Szenegál címere                          |
| Szomália                        |       | Szomália címere                          |
| Szudán                          |       | Szudán címere                            |
| Szváziföld                      |       | Szváziföld címere                        |
| Tanzánia                        |       | Tanzánia címere                          |
| Togo                            |       | Togo címere                              |
| Tunézia                         |       | Tunézia címere                           |
| Uganda                          |       | Uganda címere                            |
| Zambia                          |       | Zambia címere                            |
| Zimbabwe                        |       | Zimbabwe címere                          |
| Zöld-foki Köztársaság           |       | A Zöld-foki Köztársaság címere           |

## Függő területek
| Ország             | Függő terület              | Címer | Címeres szócikk                     |
| ------------------ | -------------------------- | ----- | ----------------------------------- |
| Egyesült Királyság | Brit Indiai-óceáni Terület |       | A Brit Indiai-óceáni Terület címere |
| Egyesült Királyság | Szent Ilona                |       | Szent Ilona címere                  |

## Vitatott státuszú területek
| Terület        | Címer | Címeres szócikk       |
| -------------- | ----- | --------------------- |
| Nyugat-Szahara |       | Nyugat-Szahara címere |
| Szomáliföld    |       | Szomáliföld címere    |